# Romuald Wybranowski
Romuald Wybranowski herbu Poraj (zm. w 1749 roku) – chorąży lubelski w latach 1744–1749, chorąży urzędowski w latach 1726–1744, skarbnik lubelski w latach 1724–1725, rotmistrz województwa lubelskiego, chorąży pancerny wojewody lubelskiego w 1733 roku.
Był elektorem Stanisława Leszczyńskiego w 1733 roku. Poseł województwa lubelskiego na sejm 1744 roku.